# Good Girl Gone Bad: The Remixes
Good Girl Gone Bad: The Remixes é o primeiro álbum de remisturas da cantora barbadense Rihanna, lançado a 27 de janeiro de 2009 através da Def Jam Recordings. Contém misturas das faixas do terceiro álbum de estúdio de 2007 Good Girl Gone Bad e ainda do relançamento de 2008 Good Girl Gone Bad: Reloaded. As canções foram trabalhadas com a produção adicional de Seamus Haji, Paul Emanuel, Jody den Broeder, The Wideboys, Tony Moran, Warren Rigg, Soul Seekerz, K-Klass, Moto Blanco e Lindbergh Palace. As edições foram padronizadas segundo a versão de rádio das músicas.
Musicalmente, deriva de origens estilísticas de dance e música eletrónica. A compilação recebeu críticas mistas, com os analistas profissionais a rejeitarem a ideia do uso de edições de rádio, embora tenham considerado uma boa alternativa para a espera do quarto álbum de estúdio de Rihanna. Comercialmente, o disco atingiu a 106.ª posição na Billboard 200 e a quarta na Dance/Electronic Albums. Na Coreia do Sul, o melhor lugar ficou registado no número quarenta e oito através da South Korea Gaon International Chart. Nos Estados Unidos, o projeto vendeu mais de 54 mil cópias até à data.

## Antecedentes

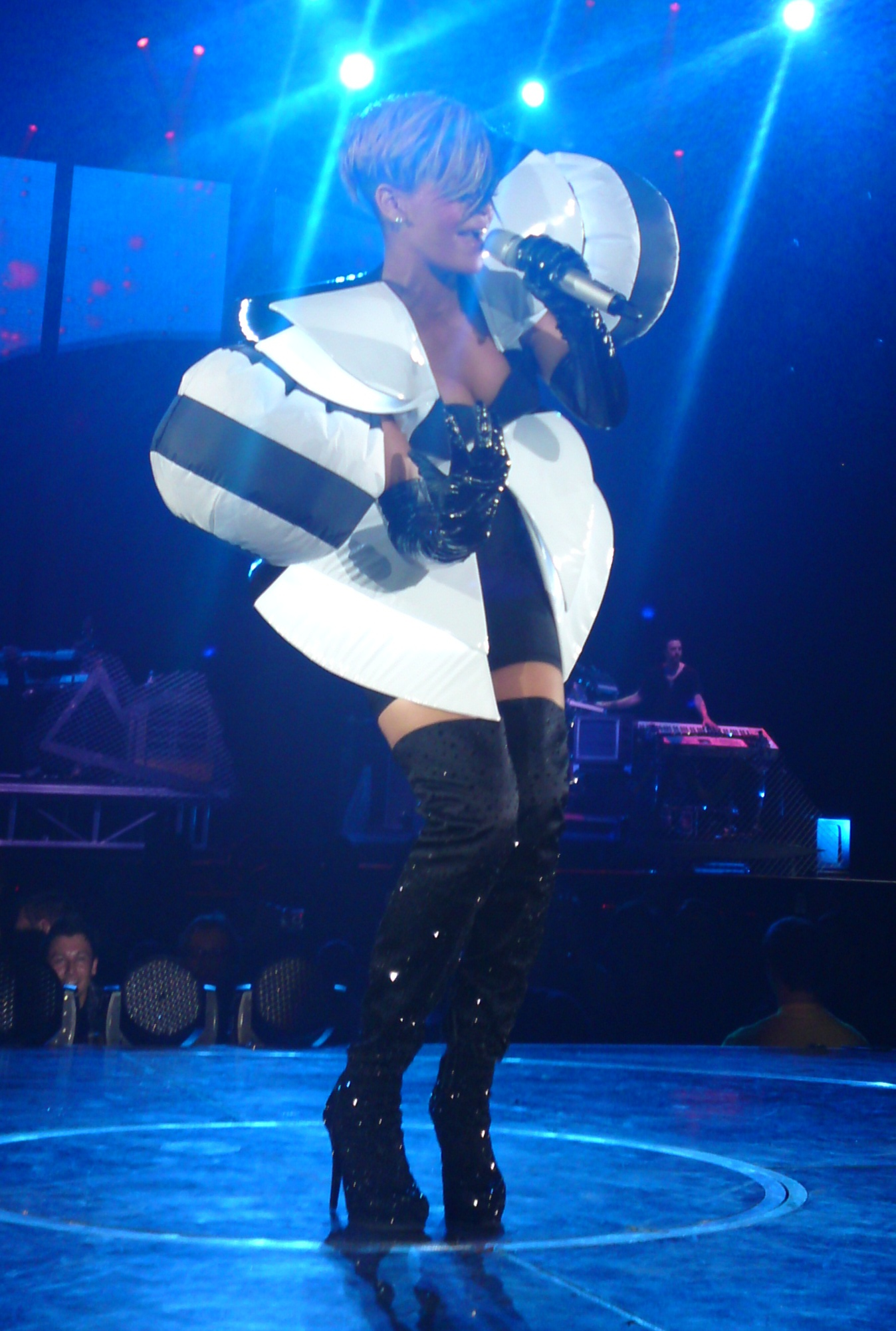
Rihanna a interpretar "Umbrella", que recebeu duas remisturas na compilação.

Good Girl Gone Bad tornou-se um dos álbum mais vendidos de 2007, vendendo mais de 968 mil cópias na primeira semana de lançamento. e sendo certificado com dupla platina pela Recording Industry Association of America (RIAA). Em termos de vendas globais, superou as onze milhões de unidades distribuídas. Em 2008, acabou por ser relançado com mais três faixas novas e uma edição em DVD. A revista norte-americana Rap-Up anunciou a 21 de Dezembro de 2008 que Rihanna iria lançar o seu primeiro álbum de remisturas, intitulado Good Girl Gone Bad: The Remixes, nos finais do mês de Janeiro de 2009. A capa de arte, desenhada por Ciarra Pardo, em conjunto com a data de lançamento oficial foram reveladas dois dias depois. O disco foi lançado a 27 de Janeiro de 2009 através da Def Jam Recordings, e a 2 de Fevereiro no Brasil e em Portugal, em formato CD, digital e vinil. A compilação é constituída por misturas de música eletrónica de faixas retiradas do terceiro álbum de estúdio Good Girl Gone Bad, e de outras duas obras do seu relançamento de 2008. Retirando "Lemme Get That", "Rehab" e "Sell Me Candy", todas as músicas da edição padrão receberam tratamento de mistura.
As remisturas foram concebidas pelos produtores e DJ Moto Blanco, Jody den Broeder, Paul Emanuel, Seamus Haji, K-Klass, Lindbergh Palace, Tony Moran, Warren Rigg, Soul Seekerz e The Wideboys. Soul Seekerz contribuiu em maior número, trabalhando em três temas – "Breakin' Dishes", a canção-título do disco e "Say It" –, enquanto que Broeder e Wideboys realizaram dois cada. O alinhamento de faixas é uma versão reorganizada da edição deluxe europeia de Good Girl Gone Bad. Contudo, esta compilação excluiu a mistura do single "SOS" de A Girl like Me e das faixas bónus "Cry" e "Haunted", em favor de "Disturbia" e "Take a Bow" retiradas do relançamento de 2008. Adicionalmente, o trabalho de Lindberg Palace em "Umbrella" foi incluído. Good Girl Gone Bad: The Remixes inclui apenas as edições de rádio, enquanto que o disco bónus do terceiro álbum de estúdio continha a duração completa das remisturas.

## Receção pela crítica
| Críticas profissionais | Críticas profissionais |
| Avaliações da crítica  | Avaliações da crítica  |
| Fonte                  | Avaliação              |
| ---------------------- | ---------------------- |
| Allmusic               | [ 11 ]                 |

Depois do seu lançamento, Good Girl Gone Bad: The Remixes recebeu críticas mistas por grande parte dos média especializados. Andy Kellman da Allmusic atribuiu quatro estrelas e meia de cinco possíveis, contudo considerou que era "uma oportunidade e dinheiro desperdiçados". Kellman desgostou do facto da editora discográfica ter optado por edições de rádio invés de versões completas, complementando que "as edições... foram possivelmente favorecidas para enfatizar ainda mais a alternativa do disco ao alinhamento original... joga mais como um álbum adequado do que um padrão, desarticulado de uma compilação de remisturas". Andy recomendou o projeto para os fãs que "esgotaram o original", realçando que "é certamente uma ajuda para passar o tempo antes do quarto álbum de Rihanna". As remisturas de Seamus Haji e Paul Emanuel para "Umbrella", a de Soul Seekerz para "Breakin' Dishes" e a de Moto Blanco "Push Up on Me", foram as destacadas pelo analista como as melhores da compilação.
Jamie Nicholes da revista Noize foi positiva e observou que "há realmente algo... a apreciar aqui". O escritor notou que as edições de rádio foram possivelmente usadas para "torná-lo mais digerível para as massas que não entendem remisturas de duração completa". Numa análise editorial do sítio Rhapsody, Rachel Devitt brevemente comentou que Rihanna fica "com uma quilometragem ainda maior do que o seu fenomenal e gerador de sucessos do seu terceiro álbum de estúdio". Chris Azzopardi da publicação Between the Lines fez um comentário misto, escrevendo: "Ordenhando o seu disco de 2007, Good Girl Gone Bad, por uma terceira vez, as doze faixas (inseridas a partir daqui) são todas edições de rádio. Azzopardi salientou que achava o conteúdo como "quase bem produzido", nomeando as duas remisturas "Umbrella" e "Push Up on Me" como exemplos".

## Alinhamento de faixas
| N.º            | Título                                                    | Compositor(es)                                                                         | Produtor(es)                                                                  | Duração |  |
| 1.             | "Umbrella" (com Jay-Z) (Seamus Haji & Paul Emanuel Remix) | Christopher Stewart, Terius Nash, Thaddis Harrell, Shawn Carter                        | Tricky Stewart (remistura e produção adicional por Seamus Haji, Paul Emanuel) | 3:58    |  |
| 2.             | "Disturbia" (Jody den Broeder Remix)                      | Robert Allen, Andre Merritt, Chris Brown, Brian Kennedy                                | Brian Kennedy (remistura e produção adicional por Jody den Broeder)           | 3:52    |  |
| 3.             | "Shut Up and Drive" (The Wideboys Remix)                  | Evan Rogers, Carl Sturken, Stephen Morris, Peter Hook, Bernard Sumner, Gillian Gilbert | Evan Rogers, Carl Sturken (remistura e produção adicional por The Wideboys)   | 3:39    |  |
| 4.             | "Don't Stop the Music" (Jody den Broeder Remix)           | Tor Erik Hermansen, Mikkel S. Eriksen, Tawanna Dabney, Michael Jackson                 | StarGate (remistura e produção adicional por Jody den Broeder)                | 3:10    |  |
| 5.             | "Take a Bow" (Tony Moran & Warren Riggs Remix)            | Hermansen, Eriksen, Smith                                                              | StarGate (remistura e produção adicional por Tony Moran, Warren Rigg)         | 4:02    |  |
| 6.             | "Breakin' Dishes" (Soul Seekerz Remix)                    | Stewart, Nash                                                                          | Tricky Stewart (remistura e produção adicional por Soul Seekerz)              | 3:19    |  |
| 7.             | "Hate That I Love You" (com Ne-Yo) (K-Klassic Remix)      | Shaffer Smith, Hermansen, Eriksen                                                      | StarGate (remistura e produção adicional por K-Klass)                         | 3:58    |  |
| 8.             | "Question Existing" (The Wideboys Remix)                  | Smith, Shea Taylor, Carter                                                             | Shea Taylor, Ne-Yo (remistura e produção adicional por The Wideboys)          | 3:40    |  |
| 9.             | "Push Up on Me" (Moto Blanco Remix)                       | Jonathan Rotem, Makeba Riddick, Lionel Richie, Cynthia Weil                            | J. R. Rotem (remistura e produção adicional por Moto Blanco)                  | 3:28    |  |
| 10.            | "Good Girl Gone Bad" (Soul Seekerz Remix)                 | Smith, Hermansen, Eriksen, Lene Marlin                                                 | StarGate (remistura e produção adicional por Soul Seekerz)                    | 3:29    |  |
| 11.            | "Say It" (Soul Seekerz Remix)                             | Riddick, Quaadir Atkinson, Ewart Brown, Clifton Dillon, Sly Dunbar, Brian Thompson     | Neo Da Matrix (remistura e produção adicional por Soul Seekerz)               | 4:21    |  |
| 12.            | "Umbrella" (com Jay-Z) (Lindbergh Palace Remix)           | Stewart, Nash, Harrell, Carter                                                         | Tricky Stewart (remistura e produção adicional por Lindbergh Palace)          | 3:53    |  |
| Duração total: | Duração total:                                            | Duração total:                                                                         | Duração total:                                                                | 44:46   |  |

## Desempenho nas tabelas musicais
Nos Estados Unidos, Good Girl Gone Bad: The Remixes estreou na 106.ª posição na tabela musical Billboard 200, com uma primeira semana avaliada em 5 mil cópias vendidas. Na Dance/Electronic Albums debutou em quarto lugar, e no mesmo permaneceu na edição seguinte da lista, além das mais sete semanas que permaneceu no top 10 que resultou na 22ª posição na compilação anual de 2009. O disco também chegou a número 59 na Billboard R&B/Hip-Hop Albums. Em Julho de 2010, o álbum tinha vendido 49 mil unidades de acordo com a Nielsen SoundScan, contudo em Março de 2011, o registo subiu ligeiramente para 54 mil em território norte-americano. Na Coreia do Sul, através da tabela musical South Korea Gaon International Chart, o trabalho registou a 48.ª como melhor posição atingida.
| Tabela musical (2009)                                | Melhor posição |
| ---------------------------------------------------- | -------------- |
| Coreia do Sul - South Korea Gaon International Chart | 48             |
| Estados Unidos - Billboard 200                       | 106            |
| Estados Unidos - Billboard Dance/Electronic Albums   | 4              |
| Estados Unidos - Billboard R&B/Hip-Hop Albums        | 59             |
| Polónia - Oficjalna lista sprzedaży                  | 32             |

| Tabela musical (2009)                              | Posição |
| -------------------------------------------------- | ------- |
| Estados Unidos - Billboard Dance/Electronic Albums | 22      |

## Créditos
O álbum atribui os seguintes créditos:
- Produção executiva: The Carter Administration, Carl Sturken e Evan Rogers‎
- Produção: Evan Rogers, Carl Sturken, Tricky Stewart, StarGate, Timbaland, J. R. Rotem, Neo Da Matrix, Shea Taylor, Ne-Yo, Hannon Lane
- Composição: Shawn Carter, Kuk Harrell, Terius Nash, Christopher "Tricky" Stewart, Robert Allen, Andre Merritt, Chris Brown, Brian Kennedy, Evan Rogers, Carl Sturken, Stephen Morris, Peter Hook, Bernard Sumner, Gillian Gilbert, Tor Erik Hermansen, Mikkel S. Eriksen, Tawanna Dabney, Michael Jackson, Shaffer Smith, Shea Taylor, Jonathan Rotem, Makeba Riddick, Lionel Richie, Cynthia Weil, Lene Marlin, Quaadir Atkinson, Ewart Brown, Clifton Dillon, Sly Dunbar, Brian Thompson
- Engenharia: Tony Moran, Warren Rigg, Andrew Wiliams
- Mistura: Kevin "KD" Davis, Al Hemberger, Manny Marroquin, Phil Tan
- Remistura: Eddie Craig, Jody den Broeder, Paul Emanuel, Seamus Haji, Danny Harrison, Simon Langford, Lindbergh Palace, Tony Moran, Russ Morgan, Moto Blanco, Julian Napolitano, Warren Rigg, Paul Roberts, Soul Seekerz, Jim Sullivan, Andrew Wiliams
- Artistas e repertório (A&R): Joey Arbagey (de remistura), Jay Brown, Terese Joseph, Fabienne Leys, Tyran "Ty Ty" Smith
- Direcção de arte: Ciarra Pardo, J. Peter Robinson
- Design: Ciarra Pardo, J. Peter Robinson
- Instrumentos: Nuno Bettencourt, Alex Delicata, Eric England, Tor Erik Hermansen, Mikkel S. Eriksen, Sandy Vee

## Histórico de lançamento
Good Girl Gone Bad: The Remixes foi lançado em formato físico a 27 de janeiro de 2009 nos Estados Unidos, e dois dias depois nos Países Baixos. A 2 de fevereiro foi editado na iTunes Store de Brasil, Itália e Portugal. Na Alemanha foi ainda comercializado em disco de vinil.
| País           | Data                    | Formato          | Editora discográfica |
| -------------- | ----------------------- | ---------------- | -------------------- |
| Estados Unidos | 27 de janeiro de 2009   | CD               | Def Jam              |
| Países Baixos  | 29 de janeiro de 2009   | CD               | Def Jam              |
| Brasil         | 2 de fevereiro de 2009  | Descarga digital | Universal            |
| Itália         | 2 de fevereiro de 2009  | Descarga digital | Universal            |
| Portugal       | 2 de fevereiro de 2009  | Descarga digital | Universal            |
| Alemanha       | 6 de fevereiro de 2009  | CD               | Def Jam              |
| Reino Unido    | 9 de fevereiro de 2009  | CD               | Mercury              |
| Portugal       | 16 de fevereiro de 2009 | CD               | Def Jam              |
| Alemanha       | 26 de fevereiro de 2009 | Vinil            | Def Jam              |